# Varran Strikes Back – Alive!!!
Varran Strikes Back – Alive!!! — pierwszy koncertowy album polskiej grupy Acid Drinkers. Nagrań dokonano podczas trasy Varran z Comodo Tour '98. Zmiksowano w Red Studio w Gdańsku.

## Lista utworów
1. „Zero”
2. „The Joker”
3. „High Proof Cosmic Milk”
4. „Poplin Twist”
5. „United Suicide Legion”
6. „Street Rockin'”
7. „Slow And Stoned (Method Of Yonash)”
8. „Barmy Army”
9. „Flooded With Wine”
10. „Pizza Driver”
11. „I Fuck the Violence”
12. „Always Look On The Bright Side Of Life”
13. „Wild Thing” (The Troggs z From Nowhere)
14. „Proud Mary” (Creedence Clearwater Revival z Bayou Country)

## Twórcy
- Tomasz „Titus” Pukacki – śpiew, gitara basowa
- Robert „Litza” Friedrich – gitara, śpiew (4, 7)
- Dariusz „Popcorn” Popowicz – gitara
- Maciej „Ślimak” Starosta – perkusja